# Tienda de regalos V. C. Morris
La tienda de regalos V. C. Morris está ubicada en 140 Maiden Lane en el centro de San Francisco, California (Estados Unidos). Fue diseñada por Frank Lloyd Wright en 1948. Wright utilizó la tienda como prototipo físico o prueba de concepto para la rampa circular del Museo Solomon R. Guggenheim.
Todos los muebles empotrados están hechos de nogal negro, son originales de la renovación y fueron diseñados por Manuel Sandoval, quien fue aprendiz y trabajó con Frank Lloyd Wright.

## En la actualidad
La Galería Xanadu, que cerró en agosto de 2015, gastó una suma significativa para restaurar el edificio según la visión de Wright. El sitio web de la galería informó que "puso la restauración de un millón de dólares en las hábiles manos de Aaron Green, quien había trabajado con Wright en otros proyectos como el Centro Cívico de Marin y fue meticuloso en el mantenimiento de la integridad y los detalles originales del edificio". Según los informes, el edificio fue vendido a una "boutique de moda de diseñador de alta gama" en julio de 2015 por Frank Lloyd Wright Building Conservancy.
En agosto de 2017, ISAIA Napoli, una tienda de moda masculina italiana, se mudó al edificio.
La tienda de regalos VC Morris se incluyó en 2007 en el número 126 en la lista American Institute of Architects de los 150 edificios favoritos en Estados Unidos. El edificio es uno de los diecisiete edificios estadounidenses diseñados por Frank Lloyd Wright que la AIA ha designado para conservarse como ejemplo de su contribución arquitectónica a la cultura estadounidense.

## Galería

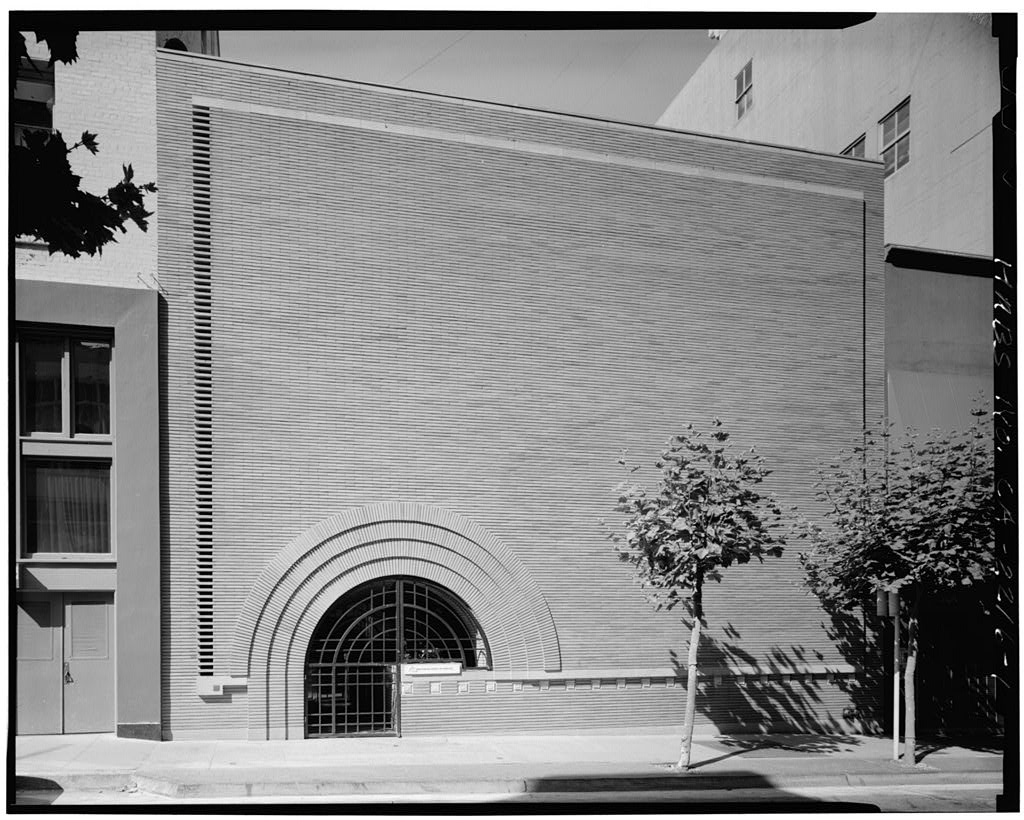
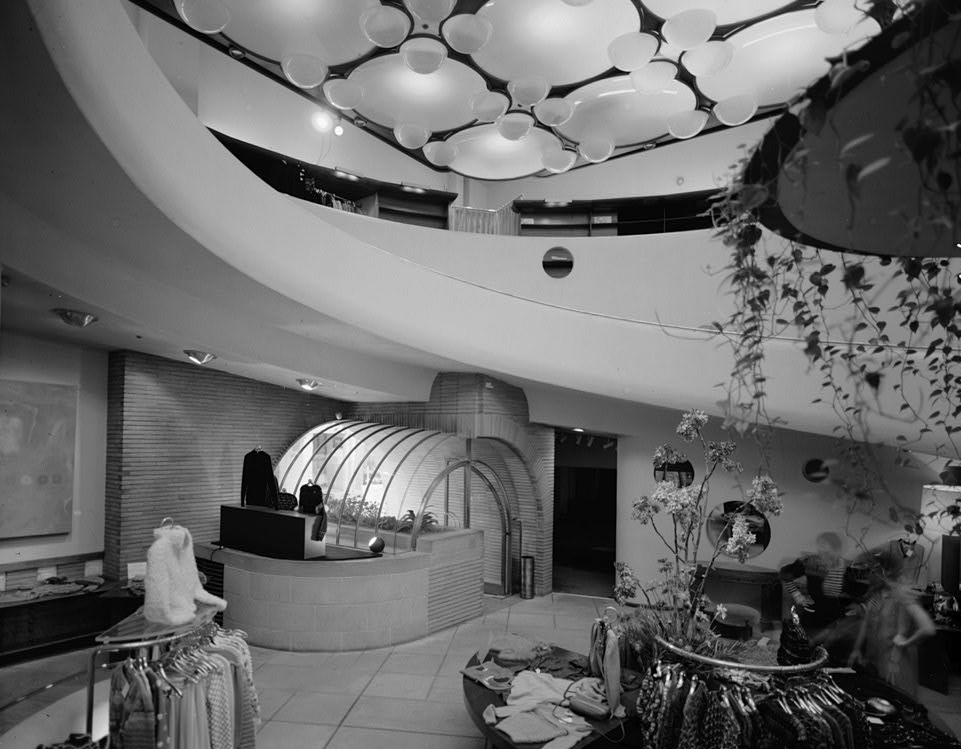
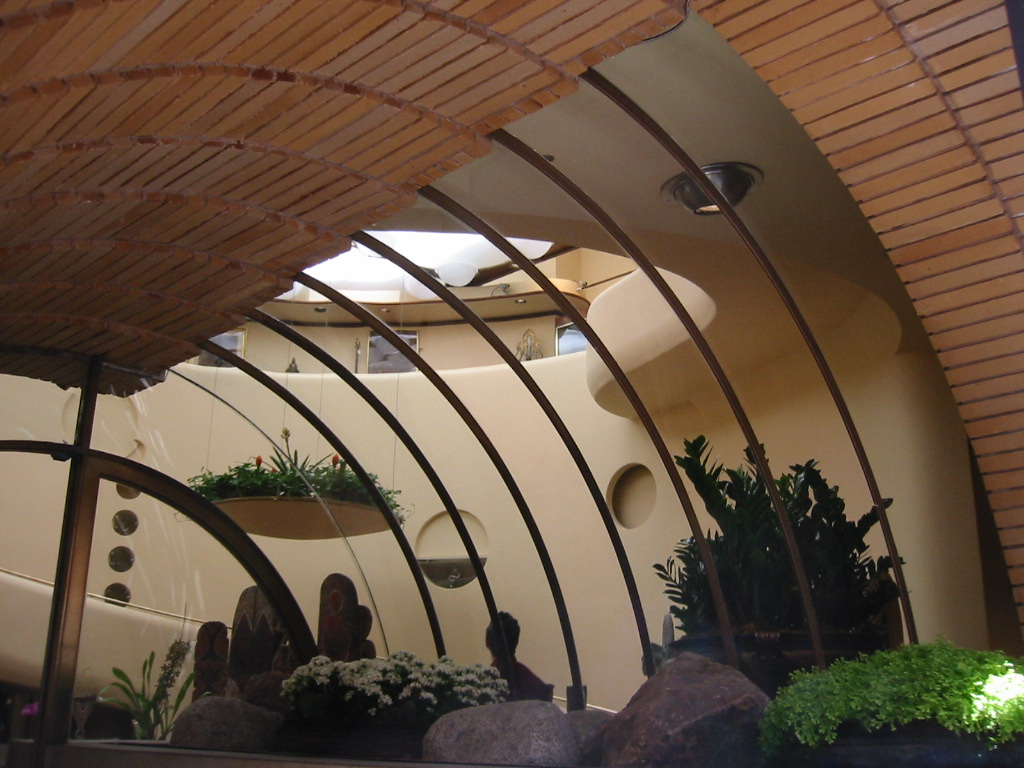
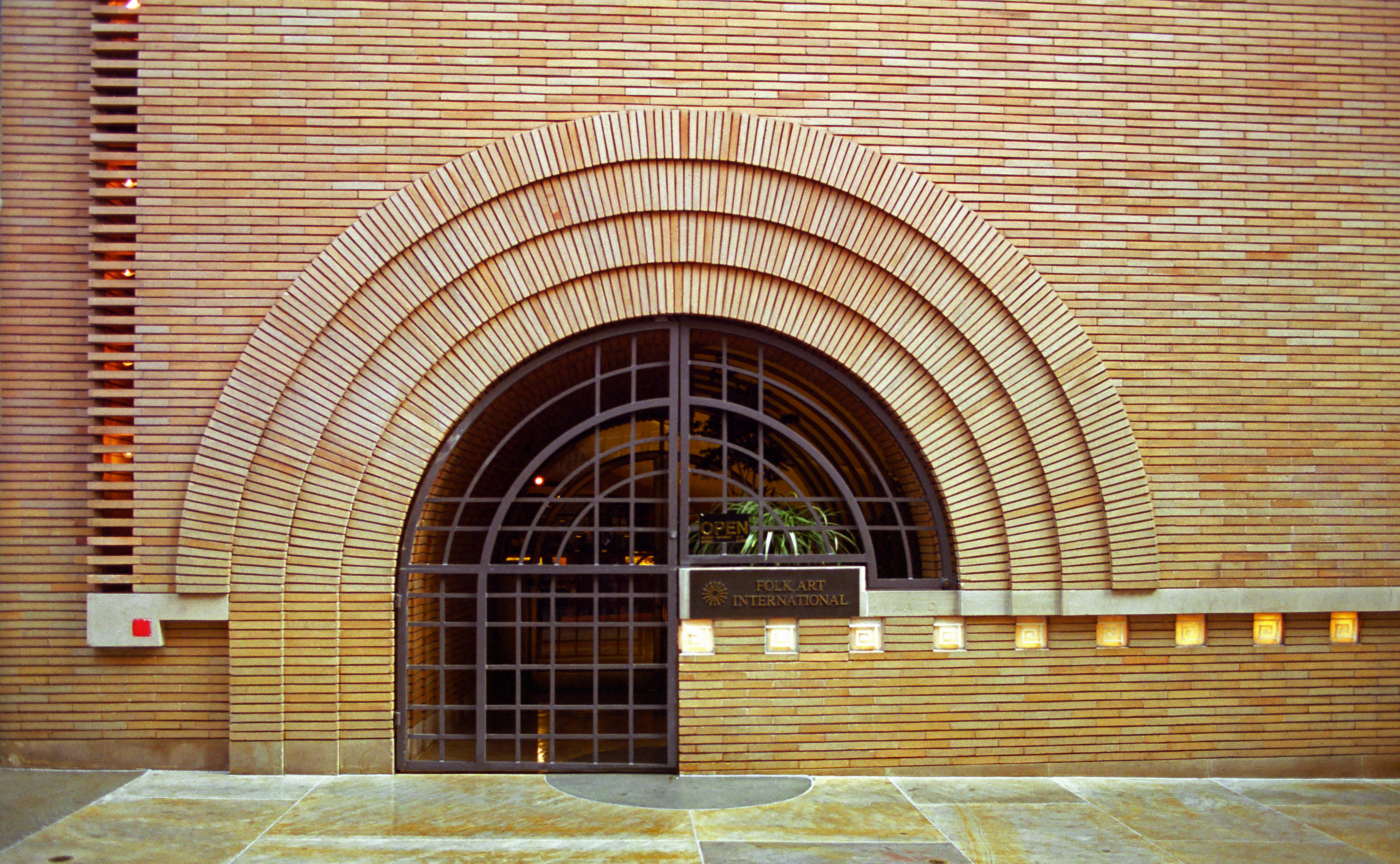